# John Galt (litterär figur)
John Galt är en av huvudpersonerna i författarinnan Ayn Rands roman Och världen skälvde. 
I romanen skildras ett USA där tillståndet i samhället håller på att förändras. En allmän kollaps håller på att gradvis smyga sig på. Bokens andra huvudpersoner, bland andra Dagny Taggart och Hank Rearden, är framgångsrika och kapabla företagsledare. De står för styrka och självtillräcklighet. De ser allt fler av sina jämlikar försvinna, utan spår. När de som leder och driver företagen, tar initiativen och driver utvecklingen framåt försvinner, tilltar förfallet. Men folk rycker på axlarna och upprepar den meningslösa frasen "Vem är John Galt?". 
John Galt visar sig vara en ingenjör som har uppfunnit en ny, revolutionerande motor. När företaget där han arbetar börjar drivas enligt kollektivistiska principer överger han sin prototyp och tar sin tillflykt till bergen i Colorado, dit han sedermera övertalar andra uppfinnare och entreprenörer att flytta.